# Sky Meteo 24
Sky Meteo 24  è un canale televisivo satellitare italiano all news meteorologico che trasmette 24 ore su 24 previsioni meteorologiche con aggiornamenti ogni 15 minuti. 
Le previsioni del tempo di Sky Meteo 24 sono disponibili anche sul web collegandosi al sito ufficiale.

## Storia
Il canale, edito da Sky Italia, è stato lanciato sulla piattaforma Sky il 1º agosto 2004 al canale 501. Inizialmente il canale veniva trasmesso in chiaro, quindi visibile gratuitamente a tutti. Dal 30 novembre 2008 è stato invece criptato e reso disponibile solo agli abbonati Sky.
Dal 14 settembre 2008, Sky Meteo 24 ha rinnovato interamente la sua grafica ed è stato esteso l'uso del touch-screen per le previsioni in Italia, in Europa e nel Mondo.
Dal 2 febbraio 2009, per qualche anno, Sky Meteo 24 diventa un canale in diretta, dalle 07:00 alle 20:00, tutti i giorni della settimana.
Il 28 giugno 2010, Sky Meteo 24 rinnova il proprio logo, e dal 14 febbraio 2011 il canale trasmette in formato panoramico 16:9.
Nel 2012, il canale abbandona il precedente studio dedicato e le previsioni cominciano ad essere mostrate in versione ridotta sullo Sky Wall di Sky TG24.
Il 15 giugno 2016, in contemporanea a Sky TG24, il canale ha modernizzato la grafica, il logo e , per la prima volta, anche la musica di sottofondo per le rubriche. Il 2 luglio 2018 vengono aggiornati soltanto il logo e le musiche.
Il 16 settembre 2019, in seguito alla chiusura dei canali Sky TG24 Eventi e Sky TG24 Rassegne, Sky Meteo 24 si sposta al canale 502 mentre sul canale 501 viene riposizionato Sky TG24 Primo Piano.
Verso inizio 2020, vengono di nuovo rinnovate le musiche di sottofondo per le rubriche.
Il 14 giugno 2021 Sky Meteo 24, insieme a Sky TG24, adotta una grafica e un nuovo logo simili all’inglese Sky News.
Il 18 aprile 2024, dopo una collaborazione di Sky con Rainbow Music, viene modificato il sistema delle musiche di sottofondo, che vengono associate alla fascia oraria e non più alla rubrica specifica.
Il 1 agosto il canale ha raggiunto i 20 anni di trasmissione.

### La partnership con ilMeteo
Dopo qualche anno di collaborazione con il sito di previsioni 3BMeteo, nel gennaio 2020 Sky ha firmato una partnership televisiva e digitale per la fornitura dei dati meteo con ilMeteo.it. 
Di conseguenza, sul canale viene avviato un restyling completo di tutte le rubriche: per le già presenti è stato introdotto un sistema di foto a rotazione stagionale e una maggiore varietà nelle località delle previsioni; e ne sono state introdotte nuove come Il meteo dallo spazio, Mappe meteo e Webcam meteo.

## Palinsesto
La programmazione del canale consiste principalmente in aggiornamenti sulle previsioni meteorologiche, effettuati ogni 15 minuti. Durante questo periodo, oltre alle previsioni meteo condotte da Sara Brusco, Alessandra Tropiano, Lorenzo Tedici e Stella Turian vengono trasmesse anche altre rubriche. 

### Trasmessi attualmente
- Previsioni nazionali: previsioni meteorologiche dei capoluoghi italiani a 5 o 7 giorni
- Previsioni regionali: previsioni meteorologiche delle province italiane a 5 giorni
- Temperature massime/minime: previsioni delle temperature più alte o più basse in Italia, con a fianco una mappa termica
- Mappe meteo: visione delle perturbazioni o delle temperature previste tramite la carta sinottica. Prima della partnership con ilMeteo consisteva nella visione del satellite e della sinottica dell'Europa accompagnate da una breve descrizione della situazione illustrata
- Previsioni europee: previsioni meteorologiche delle città europee a 5 o 7 giorni
- Previsioni mondiali: previsioni meteorologiche delle città mondiali a 5 o 7 giorni
- Il tempo in montagna: previsioni meteorologiche delle località di montagna italiane a 5 giorni
- Coste italiane: previsioni meteorologiche delle località costiere italiane a 5 o 7 giorni
- Previsioni mari e venti: in base al mare viene riportata la temperatura dell'acqua, lo stato del mare, la situazione meteorologica, la direzione e l’intensità del vento, ed una foto indicativa
- Webcam meteo: panoramiche di alcune località di montagna, di città e di mare italiane ed europee tramite le webcam gestite da ilMeteo e Feratel
- Il meteo dallo spazio: visione dallo spazio della situazione meteorologica dei giorni precedenti.

### Trasmessi in passato
- My Way - Autostrade per l'Italia: aggiornamenti sul traffico e sulla mobilità autostradale
- Previsioni pioggia: previsioni delle precipitazioni in Italia dei successivi 5 giorni. In passato la rubrica si chiamava Precipitazioni previste
- Previsioni vento: previsioni del vento in Italia dei successivi 6 giorni
- Il tempo sugli stadi: previsioni meteorologiche delle città italiane ospitanti partite di calcio di Serie A e Serie B. Questa rubrica veniva trasmessa anche su Sky Sport 24
- Le temperature di oggi: report delle temperature registrate in giornata, o previsioni delle temperature massime o minime del giorno successivo. In alcuni casi la stessa rubrica prendeva il nome di Le minime di oggi, Minime di domani o Temperature ore 13. Oggi è divisa in due rubriche: Temperature massime e Temperature minime
- Bollettino della neve: trasmesso solo in inverno, veniva riportata la situazione meteorologica, la temperatura, l'altezza e la condizione della neve e il numero degli impianti sciistici aperti di diverse località di montagna italiane. Oggi il Bollettino della neve è visibile sui servizi interattivi e sul sito ufficiale
- Eventi meteo: le principali notizie dal mondo degli eventi meteorologici
- Terra dallo spazio: visione dallo spazio di sezioni della Terra

## My Way
My Way è stata la rubrica di Sky Meteo 24 curata da Autostrade per l'Italia, che si occupava di aggiornamenti sulla mobilità che sono andati in onda dal 2 dicembre 2013, tutti i giorni per ogni mezz’ora dalle 7:10 alle 21:40. I collegamenti, dalla durata di circa 1 minuto e mezzo, includevano aggiornamenti sulla viabilità nazionale, ma anche alcuni consigli utili per viaggiare in sicurezza e degli itinerari proposti dall’iniziativa “Wonders”, un progetto di Autostrade per l'Italia per valorizzare le bellezze nascoste del territorio italiano.
Il servizio My Way è stato chiuso il 31 marzo 2024 a causa della fine dell'accordo tra Sky e Autostrade per l'Italia.

## Servizi interattivi

### Sky Meteo 24 Active
Come è stato fino al 2019 per Sky TG24, anche per Sky Meteo 24 è stato disponibile un canale interattivo, Sky Meteo 24 Active.
Il servizio permetteva di vedere in tempo reale le previsioni meteo della giornata e dei successivi tre giorni in Italia, in Europa e nel mondo. Inoltre era possibile monitorare la situazione dei mari e dei venti nelle principali località balneari in estate, il livello dei raggi UV, la situazione della neve e il numero degli impianti aperti, nelle più importanti località sciistiche in inverno.
Il canale interattivo Sky Meteo 24 Active è stato chiuso nel 2020 sui decoder Sky HD, e il 1º novembre 2024 sui My Sky HD.

### App Sky Meteo 24

#### Dispositivi mobili
Nel 2009 venne lanciata l'app Sky Meteo 24 solo sui dispositivi mobili iOS. L'app permetteva di vedere, oltre alle previsioni dettagliate come nel servizio presente sui decoder Sky, anche le notizie in tempo reale di Sky TG24. L'app fu chiusa nel 2016 insieme ad altre app di Sky.

#### Sky Q
Da fine marzo 2018 sui decoder Sky Q è presente un'altra applicazione Sky Meteo 24, a cui si può accedere oltre che premendo il tasto verde sul canale 502 anche tramite la sezione App TV, in modo da non interrompere la visione del programma che si sta guardando mentre si consultano le previsioni meteo. Le funzioni dell'app sono molto simili al servizio Active, ma le principali differenze sono un maggior numero di località da poter aggiungere ai preferiti (aumentato da 3 a 5) e le previsioni estese fino a 6 giorni.

#### Sky Glass e Sky Stream
Dal 15 settembre 2022 l'app Sky Meteo 24 è presente anche sui televisori Sky Glass, e dal 2024 anche sui decoder Sky Stream. Queste due versioni hanno un’interfaccia completamente diversa da quella per Sky Q, inoltre non è più presente la Mini TV e tramite le impostazioni è possibile modificare dei parametri riguardanti le previsioni. L’app è presente sia sul menu principale sia premendo il tasto Interattività del telecomando, solo mentre si sta guardando Sky Meteo 24 sul 502.

## Loghi

1º agosto 2004 - 28 giugno 2010
28 giugno 2010 - 15 giugno 2016
15 giugno 2016 - 2 luglio 2018
2 luglio 2018 - 14 giugno 2021
In uso dal 14 giugno 2021